# Dipartimento di Famatina
Famatina è un dipartimento argentino, situato nella parte settentrionale della provincia di La Rioja, con capoluogo Famatina.
Esso confina a nord con la provincia di Catamarca, a est con i dipartimenti di San Blas de los Sauces, Castro Barros e Sanagasta; a sud con quello di Chilecito e ad ovest con quello di Vinchina.
Secondo il censimento del 2001, su un territorio di 4.587 km², la popolazione ammontava a 6.371 abitanti, con un aumento demografico del 20,16% rispetto al censimento del 1991.
Il dipartimento, come tutti i dipartimenti della provincia, è composto da un unico comune, con sede nella città di Famatina, e comprensivo di diversi altri centri urbani (localidades o entitades intermedias vecinales in spagnolo), tra cui:
- Alto Carrizal
- Ángulos
- Antinaco
- Bajo Carrizal
- Campanas
- Chañarmuyo
- La Cuadra
- Pituil
- Plaza Vieja
- Santa Cruz
- Santo Domingo